# 갓바위 워터피아 온천

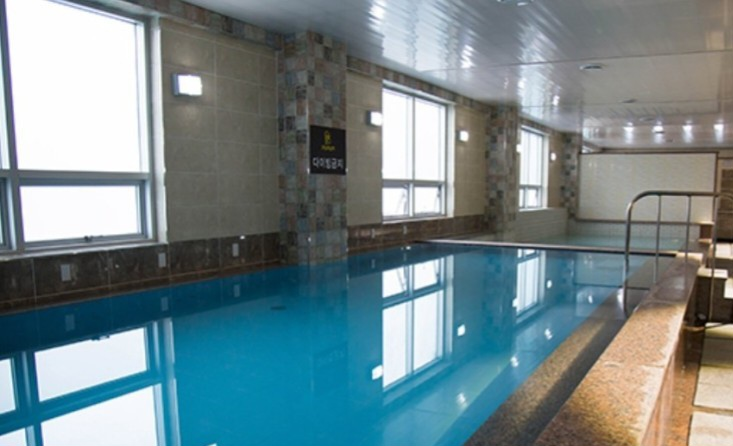

갓바위 워터피아 온천(Gackbawi waterpia spring)은 경상북도 경산시 와촌면 음양리에 위치한 워터피아 겸 온천이다.

## 특징
갓바위 입구 인근 쪽에 위치한 워터피아이며, 워터파크와 온천, 찜질방사우나 등의 시설을 갖추고 있다. 2016년에 처음 오픈했으며, 4계절 내내 온천욕과 물놀이가 가능하다.

## 놀이 시설
- 야외: 야외수영장 시설을 갖추고 있고, 워터슬라이드와 썬배드 등의 시설을 갖추고 있다.[2]
- 실내: 실내수영장과 온천탕, 찜질방사우나 등을 갖추고 있으며, 실내수영장에는 파도풀, 유수풀, 실내레저풀 등의 시설을 갖추고 있다.[3]
- 기타: 카페, 어린이놀이터 등을 갖추고 있다.[4]